# Carles Pérez
Carles Pérez (* 16. února 1998 Granollers) je španělský profesionální fotbalista, který hraje na pozici křídelníka za řeckémý klubu Aris Soluň. Je také bývalým španělským mládežnickým reprezentantem.

## Klubová kariéra

### Barcelona

#### Začátky
Narodil se v Granollers v Barceloně ve Španělsku. V roce 2012 se připojil ještě jako junior do mládežnického zařízení klubu FC Barcelona. 3. října 2015 stále jako mladý hráč provedl svůj klíčový debut tím, že přišel do druhého poločasu jako náhrada za Maxiho Rolóna za stavu 0-0 v zápase proti Levante UD B v divizi Segunda.

#### Povýšení
V červenci 2017 byl povýšen do skupiny B, která nyní hraje divizi Segunda. Svůj profesionální debut vytvořil 19. srpna 2017, při náhradě Vitinha v zápase proti Realu Valladolid, který Barcelona „B“ nakonec vyhrála.

#### První profesionální gól
Svůj první profesionální gól vstřelil 21. ledna 2018, kdy vstřelil hattrick, kterým zajistil výhru 3:1 proti klubu CD Tenerife. 12. června obnovil smlouvu s Barcelonou na další 2 roky.